# Сан Венанцо II (Терамо)
Сан Венанцо II (итал. San Venanzo II) је насеље у Италији у округу Терамо, региону Абруцо.
Према процени из 2011. у насељу је живело 19 становника. Насеље се налази на надморској висини од 179 м.